# يوليا تيموشينينا
يوليا فلاديميروفنا تيموشينينا (بالروسية: Юлия Владимировна Тимочинина، من مواليد 23 يناير 1998) هي لاعبة غطس روسية تنافست في بطولة العالم للألعاب المائية 2015، ودورة الألعاب الأولمبية الصيفية 2016.